# Andreas Tamm
Johann Andreas Tamm (* 1. Januar 1767 in Merseburg; † 29. Juli 1795 in Görlitz) war ein Jurist und Schulrektor und Mitglied der Oberlausitzischen Gesellschaft der Wissenschaften zu Görlitz.

## Leben
Nach Privatunterricht durch den Vater und Besuch des Domgymnasiums zu Merseburg studierte Andreas Tamm von 1783 bis 1789 Jura in Leipzig und ging sodann als Registrator an das kurfürstlich-sächsische Justizamt Zeitz. Mit Beginn des Jahres 1790 wurde er Hofmeister des 5-jährigen Erbgrafen und späteren Fürsten Hermann von Pückler-Muskau auf Schloss Muskau. Dessen Mutter veranlasste jedoch bereits im Oktober 1790 Tamms Versetzung als Rektor an die Muskauer Stadtschule. Ökonomisch vermochte er sich dort mit seiner Familie nicht zu erhalten und zog als Advokat nach Görlitz, wo er jedoch nach kurzer Tätigkeit am 29. Juli 1795 verstarb.
1791 ernannte ihn die Oberlausitzische Gesellschaft der Wissenschaften zu ihrem ordentlichen Mitglied. In deren Periodikum, der Lausizischen Monatsschrift, erschien 1792 sein Aufsatz „Noch Etwas über Leibeigenschaft, Erbuntertänigkeit und Laßgüter in der Lausitz“. In ihm analysierte er die feudalen Verhältnisse in der nördlichen Oberlausitz auf der Grundlage eigener Beobachtungen und übte an ihr juristisch fundierte, in ihrer Kompromisslosigkeit bis dahin unerhörte Kritik. Dieser Aufsatz und die tagebuchartigen Aufzeichnungen des sorbischen Halbbauern Hanzo Njepila aus dem Dorf Rohne in der Standesherrschaft Muskau sind die bislang einzigen unmittelbaren, schriftlichen Zeugnisse zu dieser faktischen Leibeigenschaft in den Gebieten des Alten Reichs östlich der Elbe am Ende des 18. Jahrhunderts. Des Weiteren reichte er verschiedene Arbeiten zur Reform der zeitgenössischen Pädagogik im rousseauischen Sinn ein, die ihrer gleichfalls offenen Kritik wegen zwar unterdrückt wurden, deren Beispiel aber nachweisbar innerhalb der Gesellschaft wirkte.
Für das ihm ursprünglich fremde Gebiet der Pädagogik offenbarte Tamm eine natürliche Begabung. Seine unzureichenden Einkünfte zwangen ihn zur Erteilung von Privatunterricht. Unter seinen Schülern waren der spätere Superintendent Johann Gottfried Petrick und der Muskauer Dichter und Komponist Leopold Schefer, der Jugendfreund und spätere General-Inspektor Pücklers. Die beiden Letzteren haben wiederholt und mit Zuneigung auf Tamms nachhaltigen Einfluss auf sie hingewiesen.